# Mother Tongue (Journal)
Mother Tongue ist das einmal jährlich erscheinende umfangreiche Periodikum (Journal) der Association for the Study of Languages in Prehistory (kurz ASLIP). Es wird seit 1995 von der ASLIP herausgegeben und enthält sprachwissenschaftliche Artikel mit dem Schwerpunkt genetischer Sprachvergleich und Makrofamilien. Sein erster Herausgeber und Präsident von ASLIP war Harold C. Fleming, das bisher letzte Journal XXII wurde unter der Leitung von John D. Bengtson 2020 herausgegeben. ASLIP-Präsident ist zurzeit Peter Norquest, Vizepräsidenten sind Michael Witzel und John D. Bengtson.

## Themenschwerpunkte seit 1995
Eurasien
- Nostratisch 2007, 2008, 2009
- Sikulisch 2015
- Baskisch 1995, 1999, 2005, 2009
- Kartwelische Sprachen 2007
- Nordkaukasische Sprachen 2003, 2009, 2016
- Jenisseische Sprachen 1998, 2010
- Paläosibirische Sprachen, Uralisch 2008
- Ainu 1998
- Uralisch-Jukagirisch 2015
- Altanatolische Sprachen 2008, 2015
- Sumerisch 1997, 1999
- Elamisch 2002
- Drawidische Sprachen 2007
- Südasiatische Substratsprachen 1999 Special, 2006
- Nahali, Kusunda 1996, 1997, 2005
- Austroasiatisch und Austronesisch 1999, 2006
- Austroasiatische Sprachen 2008
- Shompen 2007, 2008

Indopazifik und Australien
- Indopazifische Sprachen 2006
- Australische Sprachen 2004
- Tasmanisch 2002

Afrika
- Shabo, Ongota, Kadu-Gruppe 2002, 2004
- Bangeri Me 2007
- Süd-Khoisan-Sprachen 2003
- Berbersprachen 2009
- Afroasiatische Sprachen 2011, 2015
- Kuschitisch, Omotisch 2015

Amerika
- Salish & Nordkaukasische Sprachen 2003
- Na-Dené 2020

Darüber hinaus werden aktuelle wichtige Neuerscheinungen dieses Themenkreises besprochen.

## Autoren und Mitarbeiter
Autoren und Mitarbeiter der bisherigen Ausgaben waren unter anderem
- Paul K. Benedict
- John D. Bengtson
- Václav Blažek
- Roger Blench
- Allan R. Bomhard
- Viacheslav Chirikba
- John Colarusso
- Igor M. Diakonoff
- George van Driem
- Christopher Ehret
- Harold C. Fleming
- Joseph H. Greenberg †
- Irén Hegedüs
- Sergej Jatsemirsky
- Vitaly Shevoroshkin
- Paul Sidwell
- Sergei A. Starostin †
- R. L. Trask †
- Edvard J. Vajda
- Paul Whitehouse
- Michael Witzel